# Siteny Randrianasoloniaiko

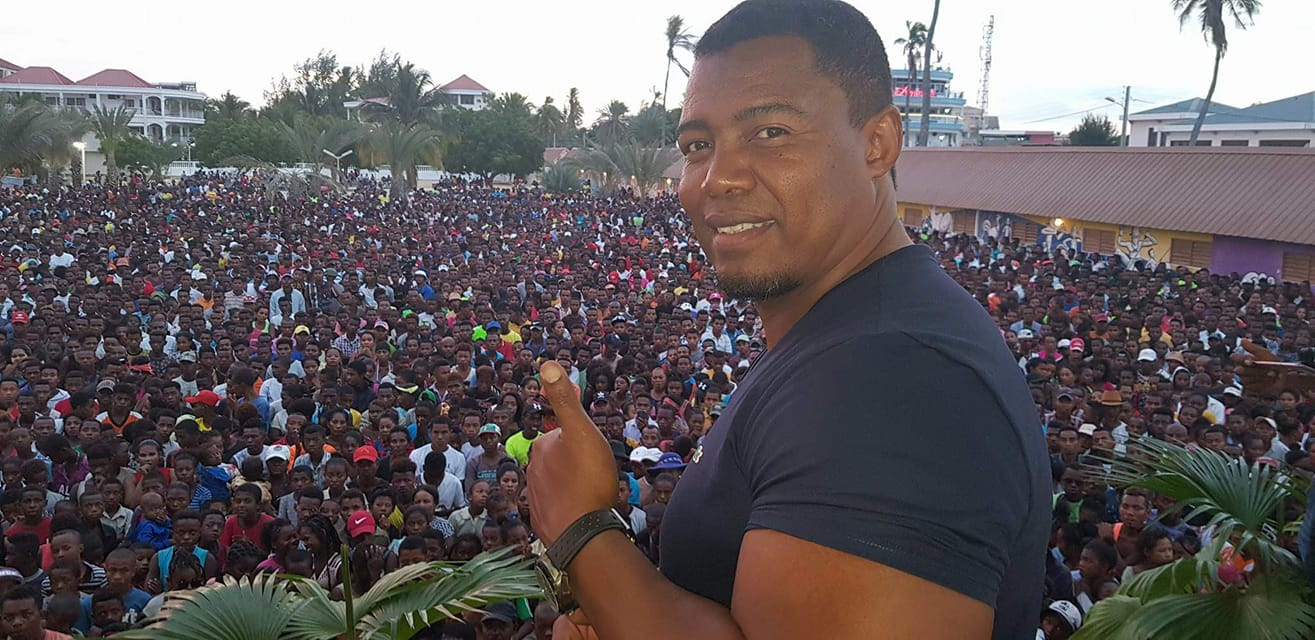
Siteny Randrianasoloniaiko (2018)

Siteny Thierry Randrianasoloniaiko (* 27. Juli 1972 in Toliara, Madagaskar) ist ein ehemaliger madagassischer Judo-Meister, Sportfunktionär, Unternehmer und Politiker. 

## Leben
Er wuchs in bescheidenen Verhältnissen in Tsianengeha, einem Armenviertel der Hafenstadt Toliara an der Südwestküste von Madagaskar, auf. Seine  Eltern, Siteny Ebara und Ravaomaria, waren Juweliere bzw. Kuchenverkäufer. Er war das dritte Kind und hatte zwölf Geschwister. 
Dank des Judo-Meisters und Teilnehmer der Olympischen Spiele 1980 Mamodaly Ashikhoussen entdeckte er im Alter von zwölf Jahren seine Leidenschaft für den Judosport. Später gewann er mehrere Judo-Meisterschaften in Madagaskar und war ab 1990 Teil der madagassischen Nationalmannschaft.
Als er 17 Jahre alt war, starb sein Vater und er musste anfangen zu arbeiten, um seine Geschwister zu ernähren. Anfangs verdiente er Geld unter anderem als Hausmeister, Stauer, Wasserverkäufer und Marktschirmvermieter. Dank seiner Verdienste aus der Vermietung von Sonnenschirmen konnte er in Südafrika studieren und Schulungsreisen in die USA unternehmen. Nach einem Kommunikations- und Managementstudium  an einer Internationalen Leadership School in Pretoria kehrte er nach Madagaskar zurück.

## Unternehmerische Karriere
Er gründete Unternehmen, die sich auf Telekommunikation und Medien spezialisierten. 2007 wurde sein Unternehmen Siteny Distribution für den Betreiber Airtel in Madagaskar Exklusivlieferant von Telefonkarten. 2012 folgten in Toliara die Gründung des Fernsehsender TV Plus de Toliara, 2013 Radio Siteny und 2018 Television Siteny.  

## Siteny Foundation
2002 gründete er gemeinsam mit seiner aus Bulgarien stammenden Ehefrau Nelly Mileva die Siteny Foundation, eine Stiftung, die es jedes Jahr 300 Studierenden ermöglicht, über ein Stipendium in Madagaskar oder im Ausland zu studieren. Auch gründete er 2014 in der Hauptstadt Antananarivo die British School of Madagascar.

## Politische Karriere
Im Jahr 2013 wurde er als unabhängiger Abgeordneter aus dem 1. Wahlkreis von Toliara in die Nationalversammlung von Madagaskar gewählt, später für die Partei IRD (Nous tous, ensemble avec Andry Rajoelina) aus dem Wahlkreis Toliara. 
2023 gab er seine Kandidatur bei der Präsidentschaftswahl in Madagaskar 2023 bekannt. Mit seinem innovativen Konzept Mihava Tour macht er Reisen durch die Bezirke Madagaskars in Begleitung von mehreren Parlamentariern.  Die während der Mihava Tour gesammelten Informationen werden zur Verfeinerung ihres sozialen Projekts, ihres Wirtschaftsprogramms und der strategischen Dokumente verwendet, die der Bevölkerung im Hinblick auf die Präsidentschaftswahlen präsentiert werden.
Randrianasoloniaiko distanzierte sich von der Partei und Politik des amtierenden Präsidenten Andry Rajoelina und stellte sein eigenes Team zusammen. In einem Interview gegenüber der African Tribune am 1. Juni 2023 vertritt er die Position, „dass es dringend notwendig ist, das Geschäftsklima durch die Bekämpfung der Korruption zu verbessern, wie es beispielsweise der Präsident Paul Kagame in seinem Land Ruanda getan hat. Diese Geißel entmutigt madagassische Unternehmer, aber auch ausländische Investoren. Madagaskar ist ein Land, das reich an natürlichen Ressourcen ist, deren Ausbeutung allen zugute kommen sollte. Als Präsident werde er eine „Null-Toleranz“-Politik gegen Korruption verfolgen. Er werde auf die Digitalisierung setzen, die eine bessere Nachvollziehbarkeit der Kapitalbewegungen ermöglicht. Mentalitäten müssen sich ändern, auch wenn dies unweigerlich auf Widerstand stoßen wird, wie es in Ghana der Fall war.“
Gelb, als die Farbe seiner politischen Bewegung, hat Randrianasoloniaiko nach Beratungen gewählt, um sich klar sichtbar von Rajoelina und dessen vormals erfolgreichen „Kampagne Orange“ abzugrenzen.

## Ämter als Sportfunktionär
Er ist Präsident des Comité Olympique Malgache, Präsident der African Judo Union und Vizepräsident der Internationalen Judo Federation.